# اچ‌ام‌اس پرینس (۱۷۸۸)

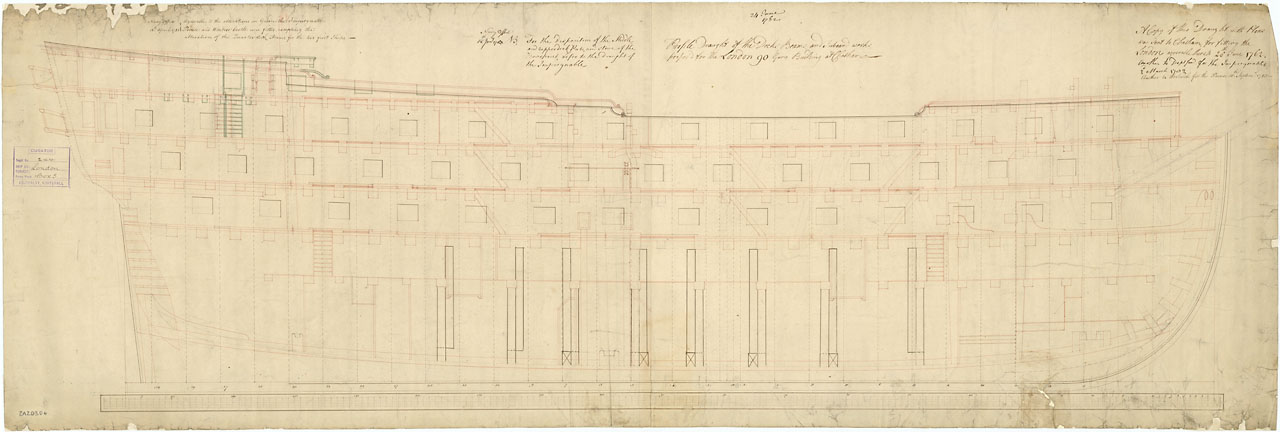
نقاشی بدنه کشتی جنگی لندن، اولین در نوع خود. جوهر سبز تغییراتی را نشان می دهد که در کشتی های بعدی این کلاس ایجاد شده است، به ویژه اضافه شدن 4 پورت تفنگ در عرشه.

اچ‌ام‌اس پرینس (۱۷۸۸) (به انگلیسی: HMS Prince (1788)) یک کشتی بود که طول آن ۱۷۷ فوت ۶ اینچ (۵۴٫۱۰ متر) بود. این کشتی در سال ۱۷۸۸ ساخته شد.